# Nanteuil-le-Haudouin
Nanteuil-le-Haudouin é uma comuna francesa na região administrativa de Altos da França, no departamento de Oise. Estende-se por uma área de 20,95 km². Em 2010 a comuna tinha 4 310 habitantes (densidade: 205,7 hab./km²).